# Тыршицей
Тыршицей (рум. Tîrşiţei) — село в Теленештском районе Молдавии. Является административным центром коммуны Тыршицей, включающей также село Флутура.

## История
23 января 1965 года сёла Новые Тыршицеи и Старые Тыршицеи были объединены в село Тыршицеи.

## География
Село расположено на высоте 105 метров над уровнем моря.

## Население
По данным переписи населения 2004 года, в селе Тыршицей проживает 1676 человек (824 мужчины, 852 женщины).
Этнический состав села:
| Национальность | Число жителей | Процентный состав |
| -------------- | ------------- | ----------------- |
| молдаване      | 1610          | 96.06             |
| украинцы       | 50            | 2.98              |
| русские        | 7             | 0.42              |
| румыны         | 3             | 0.18              |
| гагаузы        | 3             | 0.18              |
| прочие         | 3             | 0.18              |
| Всего          | 1676          | 100%              |